# Criosollevamento

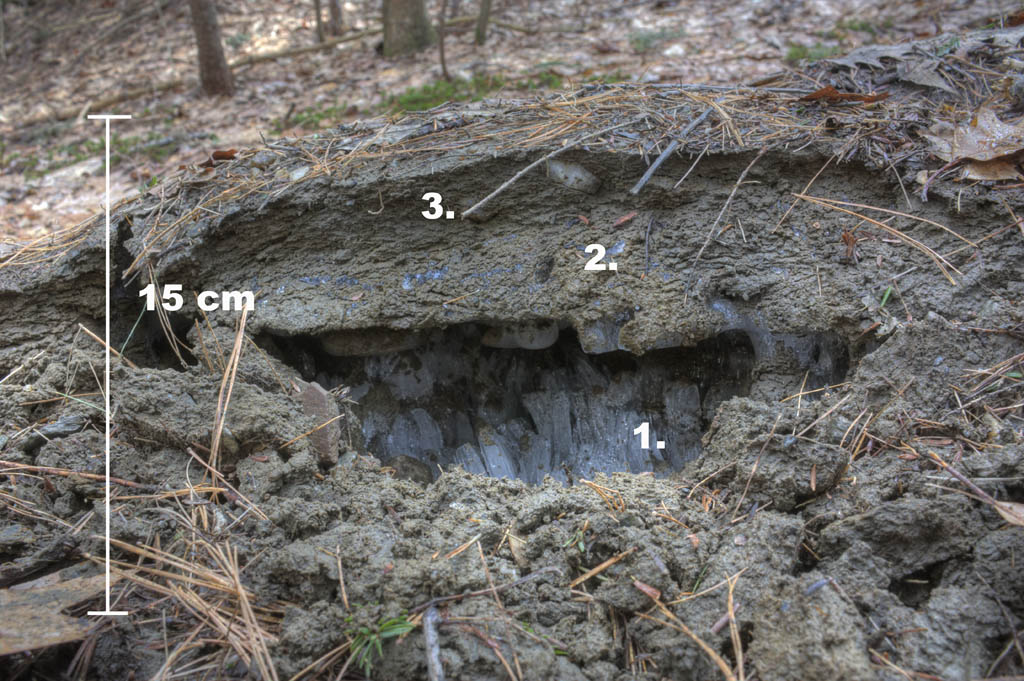
Anatomia di un criosollevamento durante il disgelo primaverile. Sezione di un criosollevamento di 15 cm con il terreno rimosso per evidenziare (dal basso verso l'alto):
1- Ghiaccio filiforme formatosi verticalmente dal fronte gelato tramite il terreno poroso dalla tavola d'acqua sottostante
2- Terreno compattato mescolato a ghiaccio, sottoposto al ciclo gelo-disgelo
3- Terreno scongelato sulla superficie
Foto scattata il 21 marzo 2010 nella cittadina di Norwich nel Vermont, USA.

Il criosollevamento (in inglese frost heaving oppure frost heave) è il processo tramite il quale il congelamento del suolo saturo d'acqua causa una deformazione spingendo la superficie del suolo verso l'alto. Questo processo può danneggiare le radici delle piante attraverso fratture o essiccamento, causando rotture nella pavimentazione, e danni alle fondazioni degli edifici, anche sotto la linea del frost. Il suolo umido, a grana fine, a certe temperature diventa più suscettibile al rigonfiamento del frost.
Lo strisciamento o spostamento del frost (in inglese frost creep), un effetto di frost rigonfiato, coinvolge l'azione del gelo-disgelo permettendo il movimento alla massa secondo l'inclinazione del pendio. Il suolo o sedimento è ghiacciato e durante il processo si muoverà verso l'alto in modo perpendicolare all'inclinazione. Quando avviene il disgelo i sedimenti del suolo si muovono verso il basso realizzando così uno scorrimento.

## Meccanismi

### Espansione del volume molare

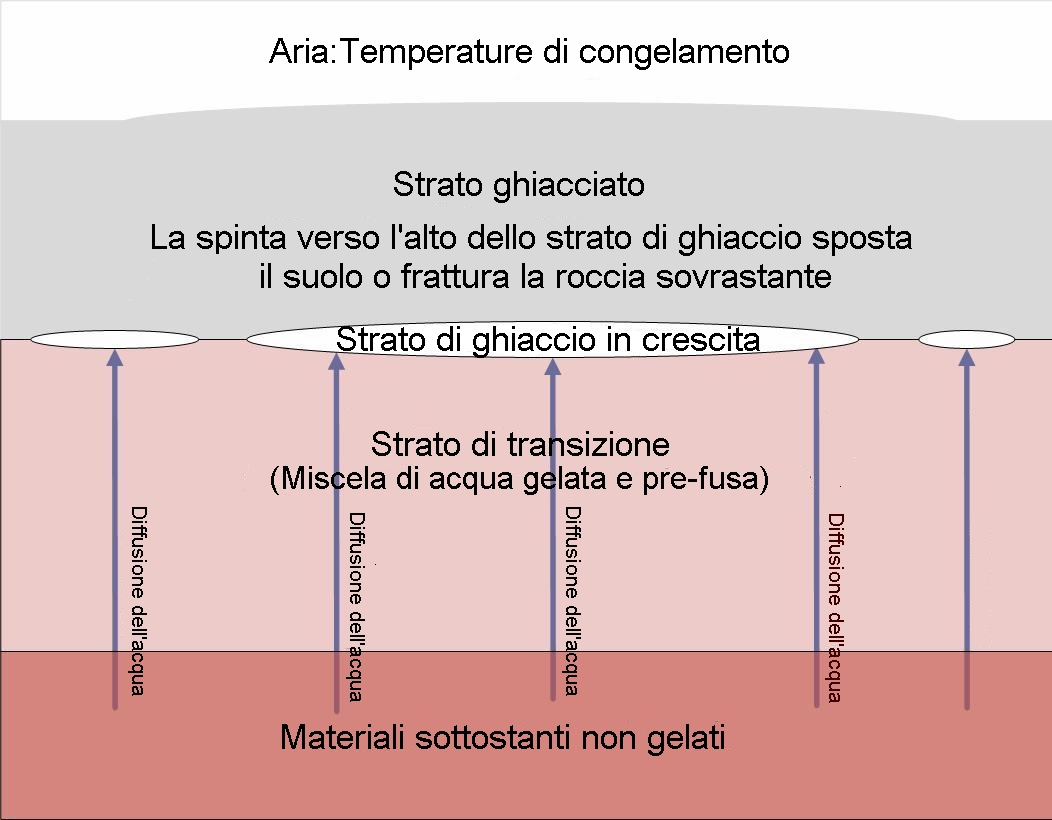
Formazione di lenti di ghiaccio causate dal criosollevamento in climi freddi.

Il criosollevamente è un fenomeno già noto da diversi secoli, la cui più antica documentazione nota risale al Seicento. Originariamente si riteneva che il criosollevamento fosse causato dal congelamento dell'acqua che era presente nel suolo, di fatto solidificando in situ e senza subire moti di filtrazione. Da osservazioni condotte in seguito si rilevò però, che qualora questa fosse la sola spiegazione per l'espansione osservata, quest'ultima non dovrebbe superare il 9% del volume complessivo, valore che coincide grosso modo con l'espansione volumetrica dell'acqua quando questa passa dallo stato liquido a quello solido. Inoltre affinché questo fenomeno si possa verificare il ghiaccio dovrebbe trovarsi in condizioni di dilatazione trasversale impedita, in modo che l'intera espansione di volume sia costretta ad avvenire in direzione verticale. Tuttavia lo spostamento verticale del suolo nel criosollevamento può essere significativamente più grande di quello dovuto all'espansione del volume molare. Contrariamente alla maggior parte delle sostanze, le quali mostrano una contrazione quando passano dallo stato liquido a quello solido, l'acqua subisce un aumento nel volume molare nella fase solida. Una serie di esperimenti eseguiti da Taber evidenziarono la presenza di un flusso di acqua liquida verso la superficie più fredda, oltre a dimostrare che i liquidi come il benzene, che si contraggono quando gelano, possono ugualmente generare un frost rigonfiato. Ne consegue che non bisogna considerare le variazioni di volume molare come il solo meccanismo alla base dello spostamento verticale. Questi esperimenti hanno anche evidenziato il meccanismo alla base della formazione delle lenti di ghiaccio all'interno del suolo che si formano negli strati superiori prossimi alla superficie.

### Sorgente d'acqua liquida, trasporto ed esistenza sotto il punto di congelamento
Poiché come accennato il rigonfiamento del frost può essere più grande di quello dovuto all'espansione dell'acqua durante il passaggio da fase liquida a solida, appare evidente che vi debba essere un afflusso di acqua allo stato liquido verso le porzioni di terreno in fase di congelamento. Durante il criosollevamento, una o più lenti di ghiaccio sul suolo libero (soil-free) crescono, e la loro crescita sposta il suolo sovrastante. Una possibile sorgente d'acqua è quella proveniente dalla falda, dove la temperatura è costantemente al di sopra del punto di congelamento. Tuttavia, nelle lenti di ghiaccio, la temperatura arriva ovviamente al disotto del punto di congelamento. Ciò nonostante questo non impedisce l'approvvigionamento d'acqua, poiché l'acqua liquida può esistere al di sotto del suo punto di fusione. Una causa che permette all'acqua liquida di esistere sotto il punto di fusione è l'effetto Gibbs-Thomson riguardo al confinamento dei liquidi nei pori. I pori molto minuti hanno una maggiore curvatura, e questo risulta in una pressione vapore più elevata, dato che la superficie è più grande in confronto al volume, permettendo all'acqua di esistere allo stato liquido anche a temperature di alcuni kelvin al disotto della temperatura di fusione. Il flusso di acqua liquida attraverso i pori minuti sarebbe quindi un possibile meccanismo di rifornimento che fa crescere le lenti di ghiaccio nel suolo. Un altro effetto è la preservazione di alcuni strati atomici dell'acqua liquida sulla superficie del ghiaccio, e tra il ghiaccio e le particelle del suolo. Questo strato di acqua è anche noto come acqua prima della fusione e la sua esistenza si conosce fin dal XIX secolo. Il ghiaccio pre-fonde a contatto con il suo proprio vapore, e a contatto con la silice.

### Ricongelamento termico
Le stesse forze intermolecolari che causano la pre-fusione in superficie si sono dimostrate essere la causa del rigonfiamento. Se il ghiaccio circonda una minuta porzione del suolo a contatto della quale il ghiaccio pre-fonde, la porzione del suolo verrà spostata nella direzione del gradiente termico a causa della fusione e del ricongelamento della sottile pellicola d'acqua che circonda la particella. Lo spessore di una tale pellicola dipende dalla temperatura ed è più sottile sul lato più freddo della particella. L'acqua ha una energia libera più bassa sia sotto forma di ghiaccio che nello stato di liquido sopraraffreddato. Di conseguenza c'è un continuo approvvigionamento di acqua verso gli strati di terreno più freddi, tramite un flusso di acqua che va dagli strati di terreno più caldi verso quelli più freddi. Questo processo è chiamato ricongelamento termico. Inoltre il ghiaccio tende ad espellere le impurità contenute in esso, e una pellicola di 10 nanometri di acqua disgelata intorno ad ogni impurità può sollevare un grano delle dimensioni di un micron di circa 10 micron/giorno.. Questo fa sì che la lente di ghiaccio possa purgare sé stessa da tutte le impurità che sono entrate in sospensione. Infine le lenti di ghiaccio possono sollevare sia il suolo al di sopra di esse che loro stesse, espellendo le impurità contenute nel ghiaccio verso il basso.
Poiché l'acqua liquida congela sopra le lenti di ghiaccio, il suolo immette ulteriore acqua allo stato liquido. Di conseguenza l'energia libera dell'intero sistema viene abbassata. Se la temperatura dell'aria è al di sotto del punto di congelamento, ma relativamente stabile, il calore di fusione proveniente dall'acqua che ghiaccia può far sì che il gradiente di temperatura nel suolo rimanga costante.

## Tipi suscettibili di suolo
Il criosollevamento dipende dal suolo nel quale vi è un rifornimento di acqua liquida per alimentare la crescita delle lenti di ghiaccio, stabilite in base a un gradiente termico, che sono capaci di spostare il suolo perpendicolarmente verso quel gradiente. Ciò richiede:
- temperature di congelamento
- un approvvigionamento di acqua
- un suolo che sia:
  - capace di condurre acqua
  - abbia un'alta affinità per l'acqua
  - saturo (vale a dire che gli spazi dei pori sono riempiti con acqua)

I tipi di suolo melmoso e argillosi sono suscettibili al criosollevamento. L'affinità di un suolo per l'acqua è generalmente correlata all'area di superficie delle particelle di cui esso è composto. Le argille hanno un alto rapporto tra area di superficie e volume, ed hanno un'alta affinità per l'acqua. Le particelle più grandi come la sabbia hanno un più basso rapporto tra area di superficie e volume, e dunque una bassa affinità per l'acqua.
Viceversa, la conduttività idraulica di un suolo è relazionata alla grandezza dei pori. I suoli composti di particelle molto piccole come l'argilla hanno pori piccoli e dunque bassa conduttività idraulica. I suoli composti di particelle più grandi come la sabbia hanno pori più grandi e una conduttività idraulica più alta.
La natura compensativa di questi due requisiti significa che i suoli argillosi e sabbiosi sono meno suscettibili al criosollevamento di quanto lo sia lo silt, che ha una grandezza dei pori moderata e un'affinità all'umidità.

## Strisciamento del frost: spostamento del suolo dovuto al criosollevamento

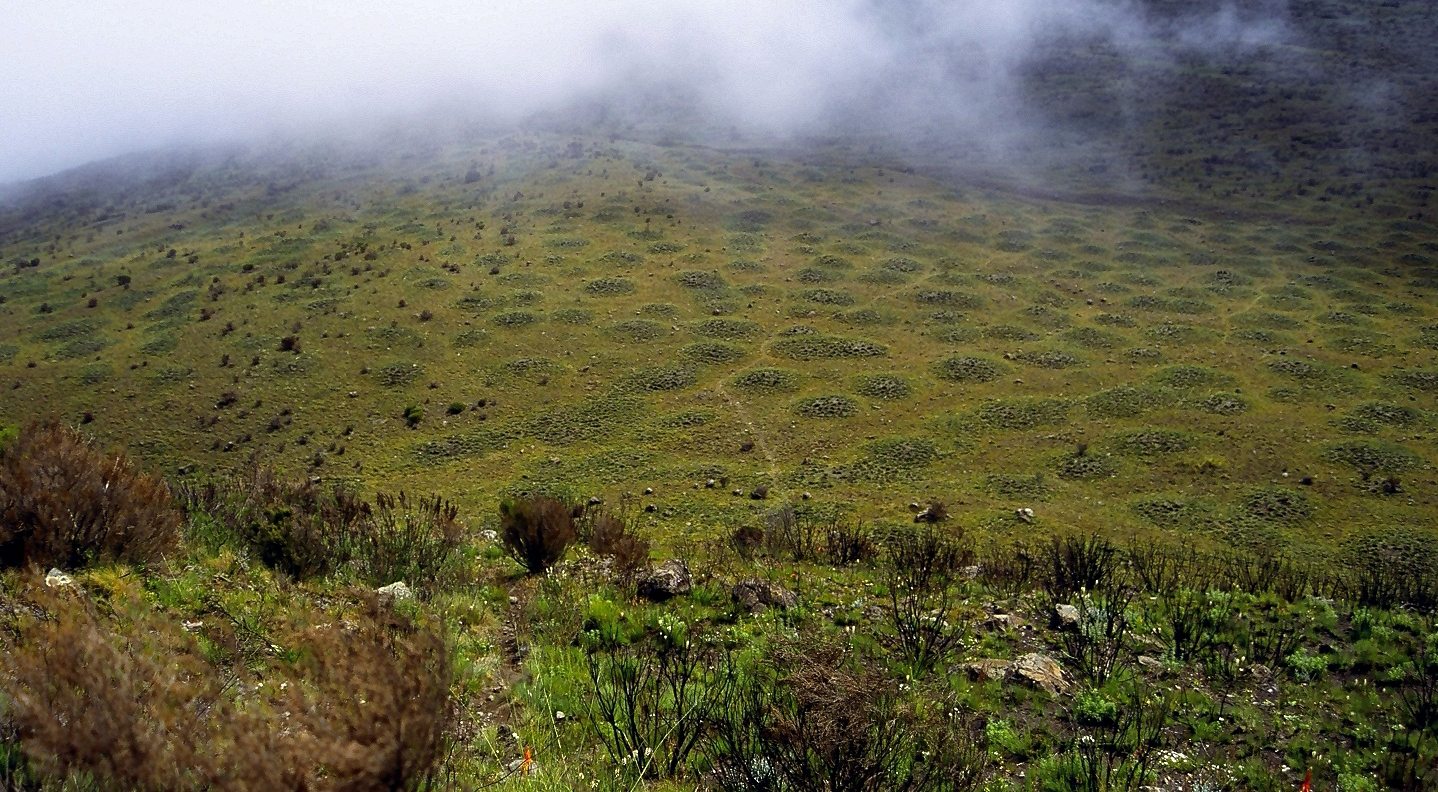
Il suolo poligonale sotto Mugi Hill sul monte Kenya è causato dal criosollevamento.

Lo strisciamento o scorrimento del frost (frost creep) è un effetto dovuto al criosollevamento che coinvolge un'azione di gelo-disgelo la quale permette il movimento della massa di terreno verso il basso a causa dell'inclinazione del pendio. Il suolo o il sedimento è congelato e nel processo si muove verso l'alto, perpendicolarmente al pendio. Quando avviene il disgelo il sedimento si muove verso il basso, provocando il movimento della massa.

## Strutture create dal criosollevamento

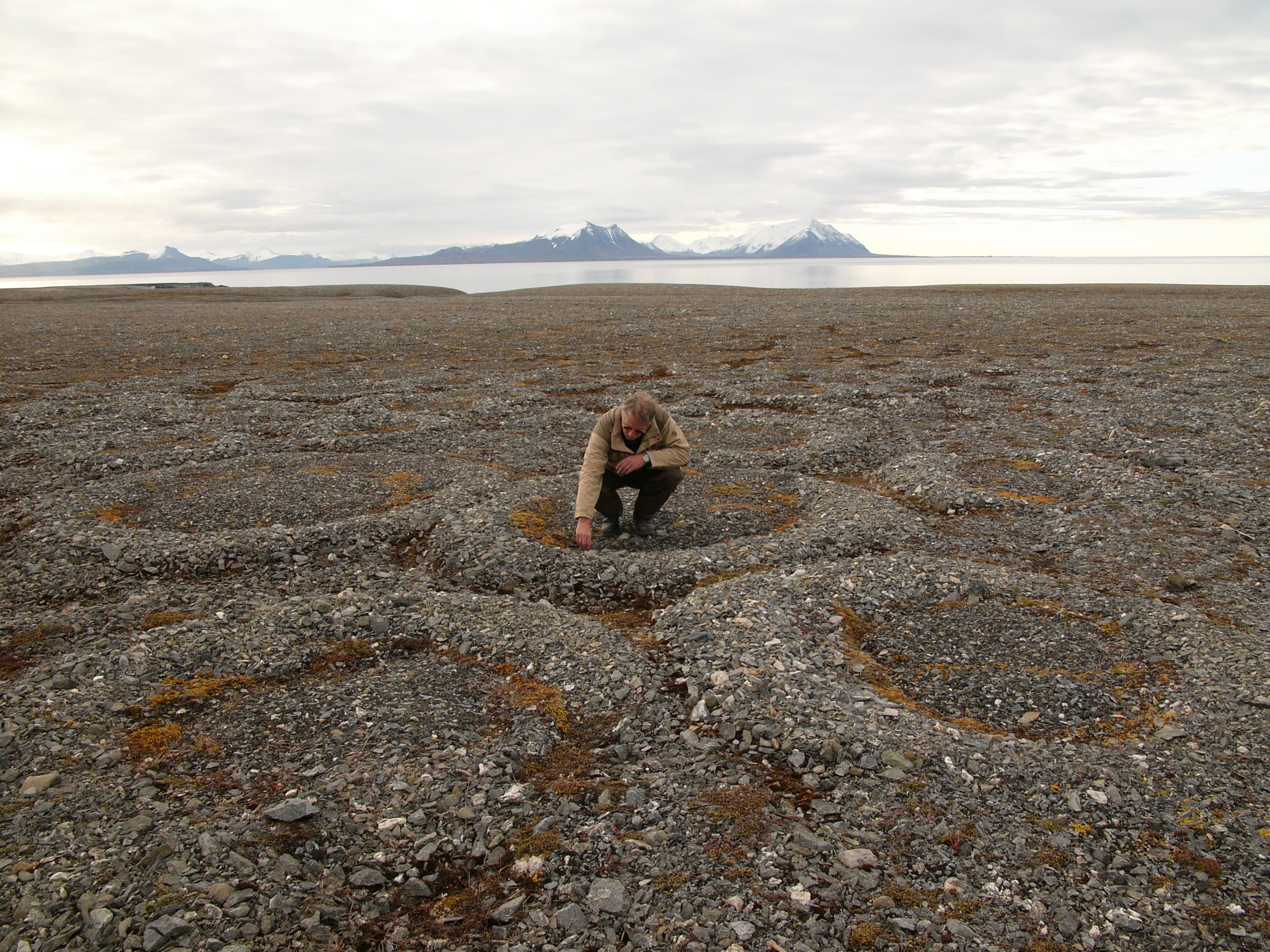
Gli anelli di pietra a Spitsbergen.

Nelle regioni artiche, il criosollevamento protratto per centinaia di anni può formare strutture, note come pingo, alte più di 60 metri, o i Palsa. In genere tali fenomeni possono essere osservati in terreni ricchi di materiale organico o sostanze minerali. Il criosollevamento è responsabile anche della formazione di pietre, uniche nel loro genere, come circoli, poligoni e strisce. Un notevole esempio sono le straordinarie pietre circolari nelle isole di Spitsbergen.
Le forme poligonali causate dal criosollevamento sono anche state osservate nelle regioni vicine al polo di Marte tramite la macchina fotografica HiRISE ad alta risoluzione a bordo del Mars Reconnaissance Orbiter. Nel maggio del 2008 la sonda Mars Phoenix toccò il suolo di un tale paesaggio causato dal criosollevamento poligonale e rapidamente rilevò la presenza di ghiaccio a pochi centimetri al di sotto della superficie.